# HIDECHAN! ラジオ
HIDECHAN! RADIO（ヒデチャン! ラジオ）とは、コナミデジタルエンタテインメント傘下の小島プロダクション公式ホームページ内のコンテンツ・HIDEOBLOG内にて配信しているインターネットラジオ番組である。
本項では後継番組『ヒデラジ』、『ヒデラジZ』（ヒデラジゼット）、『URAHIDE』（ウラヒデ）、『ヒデラジ試験放送』（ヒデラジしけんほうそう）、『ヒデオチャンネルラジオ』、『ヒデラジ∞』（ヒデラジインフィニティ）についても解説する。

## 概要
小島プロダクション監督、小島秀夫の公式ブログ・HIDEOBLOGにて2005年12月19日～12月22日まで試験放送として4回配信した後、2005年12月28日に本放送化した。
2007年、KDE-J社の子会社・インターネットレボリューション社のポータルサイト・i‐revoにコンテンツをリンク、タイトルを『ヒデラジ』と改める。この際、小島プロが別途に配信していたネットラジオのラジオステーションHP・小島プロダクションラジオ ステーションのコラムやコミュニケーションブログ（コミュログ）との連動が実施された。（現在は更新終了）
2008年5月20日からインターネットラジオ配信サイト・音泉にて小島以外の司会・ゲストを大幅に刷新した新番組『ヒデラジZ』が配信開始された。毎週火曜日配信で、同8月12日が最終回の全13回である。
また、『ヒデラジZ』と並行して同5月9日からHIDEOBLOG・小島プロダクションラジオ ステーションにて『ヒデラジ』の司会を引き継いだ『URAHIDE』もスタートした。不定期配信で、同8月13日が最終回の全8回である。こちらは『HIDECHAN! RADIO』・『ヒデラジ』の通算放送回数を引き継いでおり、最終回時点での通算は199回である。
音泉での『ヒデラジZ』終了に伴い、何らかの形で復活を検討。「表」として再出発するため『URAHIDE』を終了。
その後『ヒデラジ試験放送』を経て、『ヒデオチャンネルラジオ』として再出発している。
2024年3月28日よりNHKラジオ（ラジオ第1もしくはFM）にて『ヒデラジ∞』が不定期放送されている。番組制作にはNHK総合テレビ『ゲームゲノム』の制作陣が参加している。

## 司会
小島秀夫
小島プロダクション監督にしてメインパーソナリティ。愛称はヒデちゃん、コジコジ等。
以下、『HIDECHAN! RADIO』・『ヒデラジ』・『URAHIDE』・『ヒデラジ試験放送』・『HIDEO CHANNEL RADIO』
村田周陽
小島プロダクション所属のクリエイター。愛称はムラシュウ。『HIDECHAN! ラジオ』内でのパロディドラマ『アイデアスパイ 2.5（ツー・ハン）』の脚本も担当。
齊藤昭義
小島が多忙で司会ができず、さらに村田も多忙だったため、代理抜擢、コナミ社員コジプロ担当（主に小島のマネージャーと海外担当）第159回～第191回まで竪山亜矢子と共に司会代理をし、現在、ライアン・ペートンに代わりオープニングとエンディングのDJ及びインフォメーションコーナーを担当。愛称は「アッキー」
竪山亜矢子
小島が多忙で司会ができず、さらに村田も多忙だったため、代理抜擢、コナミ社員コジプロ担当、第159回～第191回まで齊藤昭義と共に司会代理をした。愛称は「タッチー」

## 出演者
『HIDECHAN! RADIO』・『ヒデラジ』・『URAHIDE』・『ヒデラジ試験放送』・『HIDEO CHANNEL RADIO』・『ヒデラジ∞』
菊地由美(レギュラー、第0回の4回目に初登場)
声優兼女優。ラジオ内において「ヒデオナビゲーター001」という肩書きである。第174回に司会代理を行う。
村岡一樹(準レギュラー)
制作統括部長・サウンドプロデューサー。『ヒデラジ試験放送』から初登場後、『HIDEO CHANNEL RADIO』にも登場。
島野真好(準レギュラー、愛称　シマーン)
『HIDECHAN! RADIO』・『ヒデラジ』・『URAHIDE』・『ヒデラジ試験放送』・『HIDEO CHANNEL RADIO』全シリーズの選曲・録音・編集担当スタッフ。主にラジオ内で訂正があった時に「補足」及び「付け加え」を言う時もある。
井上喜久子(準レギュラー)
オフィスアネモネ兼ベルベットオフィス所属の声優である。メタルギアシリーズではザ・ボスやローズマリーなど、多くのキャラの声を演じている。
大塚明夫(準レギュラー)
マウスプロモーション所属の声優である。メタルギアシリーズの主人公、ソリッド・スネークの声を演じている。
猿のグレイ君(準レギュラー)
MSX版スナッチャーの最初に出てきた猿のロゴをキャラ化したキャラ。声は戸島壮太郎だと思われていたが、違うことが判明した。
ミスターストレンジラヴ(準レギュラー)
構想3年、「ときめきメモリアル」のプログラミングを応用して作られたロボット、「ヒデラジ試験放送」から登場。

『ヒデラジZ』
- 間島淳司
- 榎本温子(第1回～第4回ゲストパーソナリティ)
- 小林ゆう(第5回～第8回ゲストパーソナリティ)
- 井上喜久子(第9回～第13回ゲストパーソナリティ)

## 過去に出演したスタッフとゲスト(初登場順)(井上喜久子と大塚明夫を除く)
『HIDECHAN! RADIO』・『ヒデラジ』
- 戸島壮太郎(レギュラー。1度だけ司会をしたことがある) - 愛称はトジーン。元小島プロダクション所属のクリエイター。ラジオ内においては「ヒデゲーター007」という肩書きである。第159回～第173回まで休養し、第174回に復帰。その後退社に伴い、番組を降板。
- ライアン・ペートン - オープニングとエンディングのアナウンスを担当。番組中に登場したことも何度かあったが、退社に伴い、降板。
- 千手昭彦 - (元レギュラーでかつてはヒデラジステーションのSENJUレポートをやっていた。2009年11月現在、コジブロで生存が確認されている。)
- 岡村憲明 - (第92回と第107回、第118回、特番第1回に登場、現在はカブラジ司会者から第160回に復帰)
- 塚本晋也監督(第17回～23回)
- 須田剛一(第31回、第89回、第90回、第108回後編)
- 小向美奈子(第35回～37回)
- MGS歴代メインキャスト(第42回)
- 押井守監督(第46回～48回)
- 藤原啓治(第50回)
- 桑島法子(第52回、第53回)
- 浜村弘一(第55回～56回、第58回～59回、第108回前編)
- 桜井政博(第60回～63回、第112回前編、第142回)
- 毛利元貞(第70回、第71回)
- 水間真紀(第72回、第73回)
- 中村如哉(ボクらの太陽シリーズディレクター)-(第73回)
- 新川洋司(デザイナー)-(第0回の4回目その(1)、第75回、第76回)
- 野村哲也(第78回、第79回)
- 稲葉敦志(第80回～83回)
- 神谷英樹(第80回～83回)
- 柴田亜美(第84回、第85回)
- MPO声優大集合(第93回、第94回)
- 上田文人(第101～102回、第110回後編)
- 福山潤(第103回、第104回、第112回後編)
- 後藤沙緒里(第104回)
- 田中秀幸(第105回)
- 飯田和敏(第108回後編)
- 板垣伴信(第110回後編)
- 巧舟(第112回後編)
- 佐藤まり江(第118回)
- 神山健治監督(第119回)
- 2.5と今すぐ・コールと714とJEA幹部Bとギジンさん(第120回)
- 日比野則彦(第121回)
- 一般客(1)と一般客(2)(公式サイトに載っているものの、個人情報保護法により本稿では匿名とする)(第131回)
- 仲村崇コナミ社員コジプロ担当営業担当(第161回、第163回、第170回)

『ヒデラジZ』
- 倉田光吾郎(第7回)
- 水木一郎(番組タイトルコール担当)(第8回)
- 寺瀬今日子(第10回)
- 田中秀幸(第11回)
- 高橋智隆(第13回)

『ヒデラジ∞』
- 河合優実(第1回/2024年3月28日)
- 山崎貴(第2回/2024年5月18日)

## 『HIDECHAN! RADIO』サブタイトル一覧
※全て『HIDECHAN! RADIO』・『ヒデラジ』時代のもの。
| 放送日     | 放送回                | タイトル                                                                                     | ゲスト                                                                                       |
| ---------- | --------------------- | -------------------------------------------------------------------------------------------- | -------------------------------------------------------------------------------------------- |
| 2005/12/19 | 第0回(1)              | 試験放送(1)                                                                                  | 戸島壮太郎、村田周陽、他                                                                     |
| 2005/12/20 | 第0回(2)              | MGS3発売前オンライン大会                                                                     | 岡村憲明、                                                                                   |
| 2005/12/21 | 第0回(3)              | 打ち上げ&企画会議                                                                            | 村田周陽、他                                                                                 |
| 2005/12/22 | 第0回(4)-1            | 楽屋                                                                                         | 新川洋司、菊地由美、他                                                                       |
| 2005/12/22 | 第0回(4)-2            | 打ち上げ(1)                                                                                  | 同上                                                                                         |
| 2005/12/22 | 第0回(4)-3            | 小島監督が某家電量販店でMGS3を購入                                                           | 同上                                                                                         |
| 2005/12/28 | 第1回                 | 小島秀夫&菊地由美でお贈りするWEBラジオ！                                                     |                                                                                              |
| 2005/12/29 | 第2回                 | MGS3サブシスタンス発売記念イベント報告                                                       |                                                                                              |
| 2005/12/31 | 第3回                 | 小島監督の年賀状がスゴイらしい?!                                                             |                                                                                              |
| 2006/1/1   | 第4回                 | 祝・小島監督業界20周年、今年の抱負とは？                                                     |                                                                                              |
| 2006/1/5   | 第5回                 | 小島プロのヴィン・ディーゼル「トジーン」初登場！                                             | 戸島壮太郎(後にレギュラー)                                                                   |
| 2006/1/6   | 第6回                 | 「MGS4(仮)」の音楽を語る                                                                     |                                                                                              |
| 2006/1/12  | 第7回                 | 花咲く乙女からの恋愛相談に答える!                                                            |                                                                                              |
| 2006/1/14  | 第8回                 | ムラシュウ、血液型トークで集中放火!?                                                         | 村田周陽                                                                                     |
| 2006/1/16  | 第9回                 | ライアン初登場!「これ以上言うとクビになります!」                                             | ライアン・ペートン(後にオープニングとエンディングのアナウンス担当)                           |
| 2006/1/18  | 第10回                | 新コーナー「HIDECHAN！'sCafe」大塚明夫さん登場!                                              | 大塚明夫(後に準レギュラー)                                                                   |
| 2006/1/20  | 第11回                | スネーク役の抜擢理由は「親父越え」?!                                                         | 同上                                                                                         |
| 2006/1/23  | 第12回                | 大塚さんが声優になったキッカケとは?                                                          | 同上                                                                                         |
| 2006/1/25  | 第13回                | ムラシュウ炎上!伝説のMGSドラマを語る                                                         | 大塚明夫、村田周陽                                                                           |
| 2006/1/27  | 第14回                | スネークに新たなる名ゼリフ誕生する?!                                                         | 大塚明夫                                                                                     |
| 2006/1/30  | 第15回                | 大塚明夫さんついに最終回                                                                     | 同上                                                                                         |
| 2006/2/1   | 第16回                | 第1回リスナーからのお便りスペシャル!                                                         |                                                                                              |
| 2006/2/3   | 第17回                | 「HIDECHAN！'sCafe」に塚本晋也さん登場!                                                      | 塚本晋也                                                                                     |
| 2006/2/6   | 第18回                | 塚本監督最新作「HAZE」…その「超恐怖。」に迫る!                                               | 同上                                                                                         |
| 2006/2/8   | 第19回                | 「HAZE」と「MGS」の意外な共通点とは?！                                                       | 同上                                                                                         |
| 2006/2/10  | 第20回                | 第2回リスナーからのお便りコーナー                                                            |                                                                                              |
| 2006/2/13  | 第21回                | 塚本晋也監督の「アノ作品」が、遂に胎動する!?                                                 | 塚本晋也                                                                                     |
| 2006/2/15  | 第22回                | 塚本監督と小島監督が年齢を重ね「今、想う事」とは                                             | 同上                                                                                         |
| 2006/2/17  | 第23回                | 塚本晋也監督、ゲスト最終回です!                                                              | 同上                                                                                         |
| 2006/2/20  | 第24回                | 第3回リスナーからのお便りスペシャル!                                                         |                                                                                              |
| 2006/2/22  | 第25回                | 「HIDECHAN！'sCafe」井上喜久子さん登場!                                                      | 井上喜久子(後に準レギュラー)                                                                 |
| 2006/2/24  | 第26回                | 井上喜久子さんが声優になったキッカケとは？                                                   | 同上                                                                                         |
| 2006/2/27  | 第27回                | MGS3で演じた「ザ・ボス」について、喜久子さんが語る                                           | 同上                                                                                         |
| 2006/3/1   | 第28回                | 喜久子さんに願う、小島監督のささやかな夢とは？                                               | 同上                                                                                         |
| 2006/3/1   | 第29回                | 井上喜久子さん、ゲスト最終回は、もちろんMGS4(仮)の話                                         | 同上                                                                                         |
| 2006/3/6   | 第30回                | 第4回リスナーからのお便りスペシャル!                                                         |                                                                                              |
| 2006/3/8   | 第31回                | 「HIDECHAN!'s Cafe」ゲストは須田剛一さん！                                                   | 須田剛一                                                                                     |
| 2006/3/10  | 第32回                | 衝撃発言連発…夢が膨らむ「ADV-NewWave」！                                                     | 同上                                                                                         |
| 2006/3/13  | 第33回                | 第1回 ハイスピード・お便りスペシャル！                                                       |                                                                                              |
| 2006/3/15  | 第34回A-B             | 緊急スペシャル！ 聴く旅                                                                      |                                                                                              |
| 2006/3/17  | 第35回                | 「HIDECHAN!'s Cafe」 小向美奈子さん登場！                                                    | 小向美奈子                                                                                   |
| 2006/3/20  | 第36回                | 「HIDECHAN!'s Cafe」小向美奈子さん、ゲスト第2回                                              | 同上                                                                                         |
| 2006/3/22  | 第37回                | 小向美奈子さん、ゲスト最終回です！                                                           | 同上                                                                                         |
| 2006/3/24  | 第38回                | 第5回 リスナーからのお便りスペシャル！                                                       |                                                                                              |
| 2006/3/24  | 第39回                | "HIDEOBLOG"type - vol. 001                                                                   |                                                                                              |
| 2006/3/27  | 第40回                | "HIDEOBLOG"type - vol. 002                                                                   |                                                                                              |
| 2006/3/29  | 第41回                | "HIDEOBLOG"type - vol. 003                                                                   |                                                                                              |
| 2006/3/31  | 第42回                | MGS歴代メインキャスト大集結                                                                  | MGS声優陣                                                                                    |
| 2006/4/3   | 第43回                | スネーク役の大塚明夫さん、再登場！                                                           |                                                                                              |
| 2006/4/5   | 第44回                | 第6回 リスナーからのお便りスペシャル！                                                       |                                                                                              |
| 2006/4/7   | 第45回                | 「HIDECHAN!'s Cafe」ゲストは押井守さん！                                                     | 押井守                                                                                       |
| 2006/4/12  | 第46回                | 「HIDECHAN!'s Cafe」押井守監督、ゲスト第2回目                                                | 同上                                                                                         |
| 2006/4/14  | 第47回                | 「HIDECHAN!'s Cafe」押井守監督、ゲスト第3回目                                                | 同上                                                                                         |
| 2006/4/17  | 第48回                | 「HIDECHAN!'s Cafe」押井守監督、ゲスト最終回                                                 | 同上                                                                                         |
| 2006/4/19  | 第49回                | 第7回 リスナーからのお便りスペシャル！                                                       |                                                                                              |
| 2006/4/21  | 第50回                | 「HIDECHAN!'s Cafe」ゲストは藤原啓治さん！                                                   | 藤原啓治                                                                                     |
| 2006/4/24  | 第51回                | "HIDEOBLOG"type - vol. 004                                                                   |                                                                                              |
| 2006/4/26  | 第52回                | 「HIDECHAN!'s Cafe」桑島法子ゲスト前篇                                                       | 桑島法子                                                                                     |
| 2006/4/28  | 第53回                | 「HIDECHAN!'s Cafe」桑島法子ゲスト後篇                                                       | 同上                                                                                         |
| 2006/5/1   | 第54回                | 祝！200万アクセス到達！！ 5月はE3スペシャル月間！                                            |                                                                                              |
| 2006/5/3   | 第55回                | 「HIDECHAN!'s Cafe」ゲストは浜村弘一さん！                                                   | 浜村弘一                                                                                     |
| 2006/5/5   | 第56回                | 「HIDECHAN!'s Cafe」浜村弘一さん、ゲスト第2回目！                                            | 同上                                                                                         |
| 2006/5/8   | 第57回                | E3直前スペシャル…MGS4トレイラー先行試聴！                                                    |                                                                                              |
| 2006/5/10  | 第58回                | 「HIDECHAN!'s Cafe」浜村弘一さん、ゲスト第3回目！                                            | 浜村弘一                                                                                     |
| 2006/5/12  | 第59回                | 「HIDECHAN!'s Cafe」浜村弘一さん、ゲスト最終回！                                             | 同上                                                                                         |
| 2006/5/15  | 第60回                | 「HIDECHAN!'s Cafe」ゲームデザイナー桜井政博さんが登場！                                     | 桜井政博                                                                                     |
| 2006/5/17  | 第61回                | 「HIDECHAN!'s Cafe」桜井政博さん、ゲスト第2回目！                                            | 同上                                                                                         |
| 2006/5/19  | 第62回                | 「HIDECHAN!'s Cafe」桜井政博さん、ゲスト第3回目！                                            | 同上                                                                                         |
| 2006/5/22  | 第63回                | 「HIDECHAN!'s Cafe」桜井政博さん、ゲスト最終回！                                             | 同上                                                                                         |
| 2006/5/24  | 第64回                | E3 ライブ スペシャル！第一回                                                                 |                                                                                              |
| 2006/5/26  | 第65回                | E3 ライブ スペシャル！第二回                                                                 |                                                                                              |
| 2006/5/29  | 第66回                | E3 ライブ スペシャル！第三回                                                                 |                                                                                              |
| 2006/5/31  | 第67回                | E3 ライブ スペシャル！最終回                                                                 | 大塚明夫                                                                                     |
| 2006/6/2   | 第68回                | 「ひでちゃんズ」お帰りスペシャル！                                                           |                                                                                              |
| 2006/6/5   | 第69回                | 第8回 リスナーからのお便りスペシャル！                                                       |                                                                                              |
| 2006/6/7   | 第70回                | 「HIDECHAN!'s Cafe」軍事アドバイザー毛利元貞さんが登場！                                     | 毛利元貞                                                                                     |
| 2006/6/9   | 第71回                | 「HIDECHAN!'s Cafe」毛利元貞さん、ゲスト後篇                                                 | 同上                                                                                         |
| 2006/6/12  | 第72回                | 「HIDECHAN!'s Cafe」ジャンゴ役の水間真紀さん登場！                                           | 水間真紀と中村ディレクター                                                                   |
| 2006/6/14  | 第73回                | 「HIDECHAN!'s Cafe」水間真紀さん&中村D、ゲスト後篇！                                         | 同上                                                                                         |
| 2006/6/16  | 第74回                | 第9回 リスナーからのお便りスペシャル！                                                       |                                                                                              |
| 2006/6/19  | 第75回                | 「HIDECHAN!'s Cafe」MGSアートディレクター新川洋司、登場！                                    | 新川洋司                                                                                     |
| 2006/6/21  | 第76回                | 「HIDECHAN!'s Cafe」MGSアートディレクター新川洋司、ゲスト後篇！                              | 同上                                                                                         |
| 2006/6/23  | 第77回                | 「HIDECHAN!'s Cafe」スクウェア・エニックスの野村哲也さん登場！                               | 野村哲也                                                                                     |
| 2006/6/26  | 第78回                | 「HIDECHAN!'s Cafe」野村哲也さん、ゲスト後篇！                                               | 同上                                                                                         |
| 2006/6/28  | 第79回                | 第10回 リスナーからのお便りスペシャル！                                                      |                                                                                              |
| 2006/6/30  | 第80回                | 「HIDECHAN!'s Cafe」稲葉敦志さん&神谷英樹さん登場！                                          | 稲葉敦志、神谷英樹                                                                           |
| 2006/7/3   | 第81回                | 「HIDECHAN!'s Cafe」稲葉さん&神谷さん、ゲスト第2回！                                         | 同上                                                                                         |
| 2006/7/5   | 第82回                | 「HIDECHAN!'s Cafe」稲葉さん&神谷さん、ゲスト第3回！                                         | 同上                                                                                         |
| 2006/7/7   | 第83回                | 「HIDECHAN!'s Cafe」稲葉さん&神谷さん、ゲスト最終回！                                        | 同上                                                                                         |
| 2006/7/10  | 第84回                | 「HIDECHAN!'s Cafe」ゲストは漫画家の柴田亜美さん！                                           | 柴田亜美                                                                                     |
| 2006/7/12  | 第85回                | 「HIDECHAN!'s Cafe」ゲストは漫画家の柴田亜美さん！(第二回)                                   | 同上                                                                                         |
| 2006/7/14  | 第86回                | 「HIDECHAN!'s Cafe」初の公開収録、前篇！                                                     | 浜村弘一、桜井政博                                                                           |
| 2006/7/17  | 第87回                | 「HIDECHAN!'s Cafe」初の公開収録、後篇！                                                     | 同上                                                                                         |
| 2006/7/19  | 第88回                | 第11回 リスナーからのお便りスペシャル！                                                      |                                                                                              |
| 2006/7/21  | 第89回                | 「HIDECHAN!'s Cafe」須田剛一さん、再び登場！                                                 | 須田剛一                                                                                     |
| 2006/7/24  | 第90回                | 「HIDECHAN!'s Cafe」須田さん再登場、ゲスト後編！                                             | 同上                                                                                         |
| 2006/7/26  | 第91回                | 第12回 リスナーからのお便りスペシャル！                                                      |                                                                                              |
| 2006/7/28  | 第92回                | 「HIDECHAN!'s Cafe」小島プロダクション、岡村憲明登場！                                       | 岡村憲明                                                                                     |
| 2006/7/31  | 第93回                | MPO声優大集結スペシャル前篇！                                                                | 桑島法子、藤原啓治、堀内賢雄、山崎たくみ、銀河万丈、龍田直樹、渡辺美佐、佐藤正治、古川登志夫 |
| 2006/8/2   | 第94回                | MPO声優大集結スペシャル後篇！                                                                | 若本規夫、福山潤、小松里歌、屋良有作、後藤沙緒里、郷里大輔、大塚明夫                         |
| 2006/8/4   | 第95回                | 第13回 リスナーからのお便りスペシャル！                                                      |                                                                                              |
| 2006/8/7   | 第96回                | 海外出張お帰りスペシャル！                                                                   |                                                                                              |
| 2006/8/9   | 第97回                | "HIDEOBLOG"type - vol. 005                                                                   |                                                                                              |
| 2006/8/11  | 第98回                | MGS4極秘写真撮影LIVE！                                                                       |                                                                                              |
| 2006/8/14  | 第99回                | 第14回 リスナーからのお便りスペシャル！                                                      |                                                                                              |
| 2006/8/16  | 第100回               | 祝100回達成記念スペシャル！(※月・水・金放送最終回)                                           |                                                                                              |
| 2006/8/22  | 第101回               | 「HIDECHAN!'s Cafe」ゲストは「ICO」「ワンダと巨像」の上田文人さん！(※ここから火曜日のみ放送) | 上田文人                                                                                     |
| 2006/8/29  | 第102回               | 「HIDECHAN!'s Cafe」上田文人さん、ゲスト後篇です！                                           | 同上                                                                                         |
| 2006/9/5   | 第103回               | 「HIDECHAN!'s Cafe」ゲストは、声優の福山潤さんです！                                         | 福山潤                                                                                       |
| 2006/9/12  | 第104回               | 「HIDECHAN!'s Cafe」は、後藤沙緒里さん、そして福山潤さん！                                   | 福山潤、後藤沙緒里                                                                           |
| 2006/9/19  | 第105回               | 「HIDECHAN!'s Cafe」は、田中秀幸さん、そして大塚明夫さん！                                   | 田中秀幸、大塚明夫                                                                           |
| 2006/9/26  | 第106回               | 第15回 リスナーからのお便りスペシャル！                                                      |                                                                                              |
| 2006/10/3  | 第107回               | 東京ゲームショウ2006 スペシャル その1                                                        |                                                                                              |
| 2006/10/5  | 第108回-A             | 東京ゲームショウ2006 スペシャル その2前篇                                                    | 浜村弘一                                                                                     |
| 2006/10/5  | 第108回-B             | 東京ゲームショウ2006 スペシャル その2 後篇                                                   | 須田剛一、飯田和敏                                                                           |
| 2006/10/10 | 第109回               | 東京ゲームショウ2006 スペシャル その3                                                        | 井上喜久子                                                                                   |
| 2006/10/17 | 第110回-A             | 東京ゲームショウ2006 スペシャル その4 前篇                                                   |                                                                                              |
| 2006/10/17 | 第110回-B             | 東京ゲームショウ2006 スペシャル その4 後篇                                                   |                                                                                              |
| 2006/10/24 | 第111回               | 東京ゲームショウ2006 スペシャル その5                                                        |                                                                                              |
| 2006/10/31 | 第112回-A             | 東京ゲームショウ2006 スペシャル その6 前篇                                                   | 桜井政博                                                                                     |
| 2006/10/31 | 第112回-B             | 東京ゲームショウ2006 スペシャル その6 後篇                                                   | 福山潤、巧舟                                                                                 |
| 2006/11/7  | 第113回               | LA出張帰国 スペシャル！                                                                      |                                                                                              |
| 2006/11/14 | 第114回               | 「HIDECHAN!'s Cafe」ゲストに井上喜久子さん登場。                                             | 井上喜久子                                                                                   |
| 2006/11/21 | 第115回               | HIDECHAN!ラジオ公開収録 in 藝術祭(日本大学芸術学部でロケ)                                    |                                                                                              |
| 2006/11/28 | 第116回               | "HIDEOBLOG"type - vol. 006                                                                   |                                                                                              |
| 2006/12/5  | 第117回               | "HIDEOBLOG"type - vol. 007                                                                   |                                                                                              |
| 2006/12/12 | 第118回               | 「HIDECHAN!'s Cafe」ゲストは、佐藤まり江さんです！                                           | 佐藤まり江                                                                                   |
| 2006/12/19 | 第119回               | 祝500万アクセス！ゲストは、大塚明夫さん&神山健治監督です！                                   | 大塚明夫、神山健治                                                                           |
| 2006/12/26 | 第120回               | HIDECHAN!ラジオ、特別番組！                                                                  | 2.5、714、今すぐ・コール、ギジンさん                                                         |
| 2006/12/31 | 第121回               | 大晦日スペシャル！…ゲストは日比野則彦さん！                                                  | 日比野則彦                                                                                   |
| 2007/1/1   | 第122回               | 正月スペシャル！「HideChan&GoChan ビーストUK」第1回！                                        | 須田剛一                                                                                     |
| 2007/1/9   | 第123回               | HIDECHAN! ラジオ 配信開始！                                                                  |                                                                                              |
| 2007/1/16  | 第124回               | "HIDEOBLOG"type - vol. 008                                                                   |                                                                                              |
| 2007/1/23  | 第125回               | "HIDEOBLOG"type - vol. 009                                                                   |                                                                                              |
| 2007/1/30  | 第126回(第1回)        | "HIDEOBLOG"type - vol. 010(ここからI-revo管轄)                                               |                                                                                              |
| 2007/2/6   | 第127回(第2回)        | "HIDEOBLOG"type - vol. 011                                                                   |                                                                                              |
| 2007/2/13  | 第128回(第3回)        | "HIDEOBLOG"type - vol. 012                                                                   |                                                                                              |
| 2007/2/20  | 第129回(第4回)        | "HIDEOBLOG"type - vol. 013                                                                   |                                                                                              |
| 2007/2/27  | 第130回(第5回)        | MPO全国大会予選巡業スペシャル                                                                |                                                                                              |
| 2007/3/6   | 第131回(第6回)        | 「HIDECHAN!'s Cafe」ゲストは、Aさん&Bさんです！(一般者のネームが出ているため、匿名)          | AさんとBさん                                                                                 |
| 2007/3/13  | 第132回(第7回)        | "HIDEOBLOG"type - vol. 014                                                                   |                                                                                              |
| 2007/3/20  | 第133回(第8回)        | "HIDEOBLOG"type - vol. 015                                                                   |                                                                                              |
| 2007/3/27  | 第134回(第9回)        | "HIDEOBLOG"type - vol. 016                                                                   |                                                                                              |
| 2007/4/3   | 第135回(第10回)       | "HIDEOBLOG"type - vol. 017                                                                   |                                                                                              |
| 2007/4/10  | 第136回(第11回)       | オーストラリア「GO3」出張スペシャル - 齋藤昭義さん                                           | 齋藤昭義(後に司会代理)                                                                       |
| 2007/4/17  | 第137回(第12回)       | "HIDEOBLOG"type - vol. 018                                                                   |                                                                                              |
| 2007/4/24  | 第138回(第13回)       | HOPPER's VOL.2公開収録スペシャル！                                                           | 須田剛一、桜井政博、三上真司、上田文人、ツーハン・プリンセス                                 |
| 2007/5/1   | 第139回(第14回)       | "HIDEOBLOG"type - vol. 019                                                                   |                                                                                              |
| 2007/5/8   | 第140回(第15回)       | モーキャプSP- ゲスト：大塚さん&岡本さん&相元さん                                             | 大塚明夫、岡本良史、相元晴名                                                                 |
| 2007/5/15  | 第141回(第16回)       | "HIDEOBLOG"type - vol. 020                                                                   |                                                                                              |
| 2007/5/22  | 第142回(第17回)       | 「HIDECHAN!'s Cafe」ゲストは、桜井政博さんです！                                             | 桜井政博                                                                                     |
| 2007/5/29  | 第143回(第18回)       | "HIDEOBLOG"type - vol. 021                                                                   |                                                                                              |
| 2007/6/5   | 第144回(第19回)       | 「メタルの20年」第1回。ゲストは、福山潤さんです！                                            | 福山潤                                                                                       |
| 2007/6/12  | 第145回(第20回)       | 「メタルの20年」第2回。ゲストは、新川洋司です！                                              | 新川洋司                                                                                     |
| 2007/6/19  | 第146回(第21回)       | 「メタルの20年」第3回。ゲストは、上原和彦さんです！                                          | 上原和彦                                                                                     |
| 2007/6/26  | 第147回(第22回)       | 「メタルの20年」第4回。ゲストは、夕貴さん&井上さんです！                                     | 夕貴まお、井上喜久子                                                                         |
| 2007/7/3   | 第148回(第23回)       | 「メタルの20年」第5回。ゲストは、浜村弘一さんです！                                          | 浜村弘一                                                                                     |
| 2007/7/10  | 第149回(第24回)       | 「メタルの20年」第6回                                                                        |                                                                                              |
| 2007/7/17  | 第150回(第25回)       | 「メタルの20年」第7回                                                                        |                                                                                              |
| 2007/7/24  | 第151回(第26回)       | 「メタルの20年」第8回                                                                        |                                                                                              |
| 2007/7/31  | 第152回(第27回)       | 「メタルの20年」第9回&「HIDECHAN!'s Cafe」ゲストは塚本晋也監督                               | 塚本晋也                                                                                     |
| 2007/8/7   | 第153回(第28回)       | 世界最高峰「スカイウォーカーランチ」潜入スペシャル！                                         | 平田絵里子                                                                                   |
| 2007/8/14  | 第154回(第29回)       | 「メタルの20年」第10回                                                                       |                                                                                              |
| 2007/8/21  | 第155回(第30回)       | 「サマーソニックスペシャル」&「メタルの20年」第11回                                          |                                                                                              |
| 2007/8/28  | 第156回(第31回)       | 「Beauty and the Beast」スペシャル！                                                         |                                                                                              |
| 2007/9/4   | 第157回(第32回)       | GC2007帰国スペシャル（前篇）                                                                 |                                                                                              |
| 2007/9/11  | 第158回(第33回)A&B    | GC2007帰国スペシャル（中篇・後篇）                                                           |                                                                                              |
| 2007/9/18  | 第159回(第34回)       | 「TGS2007直前スペシャル」小島プロダクション情報を発表。                                      |                                                                                              |
| 2007/9/25  | 第160回(第33回)A&B    | MPO+発売記念スペシャル（前篇・後篇）                                                         |                                                                                              |
| 2007/10/2  | 第161回(第34回)       | 東京ゲームショウ2007 スペシャル（前篇）                                                      |                                                                                              |
| 2007/10/9  | 第162回(第35回)       | 東京ゲームショウ2007 スペシャル（後篇）                                                      |                                                                                              |
| 2007/10/16 | 第163回(第36回)       | 小島プロダクション宣伝担当「韓流スター」仲村、登場！                                         | 仲村崇                                                                                       |
| 2007/10/23 | 第164回(第37回)       | 小島プロダクション宣伝担当「韓流スター」仲村、登場！第2回                                    | 同上                                                                                         |
| 2007/10/30 | 第165回(第38回)       | 新コーナー「日本語にアキたら、英語にタッチー！」第1回                                        |                                                                                              |
| 2007/11/6  | 第166回(第39回)       | 新コーナー「日本語にアキたら、英語にタッチー！」第2回&第3回。                                |                                                                                              |
| 2007/11/13 | 第167回(第40回)       | 小島プロダクション宣伝担当「韓流スター」仲村、登場！最終回                                   | 仲村崇                                                                                       |
| 2007/11/20 | 第168回(第41回)       | 「日本語にアキたら、英語にタッチー！」第4回。                                                |                                                                                              |
| 2007/11/27 | 第169回(第42回)       | 「日本語にアキたら、英語にタッチー！」第5回。                                                |                                                                                              |
| 2007/12/4  | 第170回(第43回)       | 抜き打ち！ 第一回メタルギア検定。                                                            |                                                                                              |
| 2007/12/11 | 第171回(第44回)       | カブトレ!NEXT&MPO+特集                                                                       | 岡村憲明                                                                                     |
| 2007/12/18 | 第172回(第45回)       | 「日本語にアキたら、英語にタッチー！」第6回。                                                | 小島秀夫(単発司会復帰)                                                                       |
| 2007/12/25 | 第173回(第46回)       | 「HIDECHAN!'s Cafe」ゲストは、小島監督&大塚明夫さんです！                                    | 小島秀夫、大塚明夫                                                                           |
| 2008/1/1   | 第174回(第47回)       | お正月Hidechan'sスペシャル!                                                                  | 小島秀夫、戸島壮太郎                                                                         |
| 2008/1/8   | 第175回(第48回)       | 「日本語にアキたら、英語にタッチー！」第7回                                                  |                                                                                              |
| 2008/1/15  | 第176回(第49回)       | 第16回お便りスペシャル!                                                                      |                                                                                              |
| 2008/1/22  | 第177回(第50回)       | 挑戦！MPO+写真コンテスト                                                                     |                                                                                              |
| 2008/1/29  | 第178回(第51回)       | 女だからって甘くみないでよ!SP                                                                |                                                                                              |
| 2008/2/05  | 第179回(第52回)       | ゲスト 桜井政博さん                                                                          | 桜井政博                                                                                     |
| 2008/2/12  | 第180回-A(第53回-A)   | ゲスト 桜井政博さん                                                                          | 桜井政博                                                                                     |
| 2008/2/12  | 第180回-B(第53回-B)   | 文化庁メディア芸術祭ライブ他                                                                 |                                                                                              |
| 2008/2/19  | 第181回(第54回)       | ゲスト 「アレックス・ティラビッチ」さん                                                      | アレックス・ティラビッチ                                                                     |
| 2008/2/26  | 第182回(第55回)       | 「日本語にアキたら、英語にタッチー！」第8回                                                  |                                                                                              |
| 2008/3/4   | 第183回(第56回)       | 「日本語にアキたら、英語にタッチー！」第9回                                                  |                                                                                              |
| 2008/3/11  | 第184回(第57回)       | 12人の優しい殺し屋スペシャル                                                                 |                                                                                              |
| 2008/3/18  | 第185回(第58回)       | 「日本語にアキたら、英語にタッチー！」第10回                                                 |                                                                                              |
| 2008/3/25  | 第186回(第59回)       | ゲスト Sanaさん(アーティスト)                                                                | sana                                                                                         |
| 2008/4/1   | 第187回(第60回)       | ビデオナビゲーター001菊地由美さん                                                            |                                                                                              |
| 2008/4/8   | 第188回(第61回)       | 「日本語にアキたら、英語にタッチー！」第11回とMGOプレミアβ                                   |                                                                                              |
| 2008/4/15  | 第189回(第62回)       | 小説版MGS発売決定スペシャル                                                                  | 伊藤計劃、矢野健二                                                                           |
| 2008/4/22  | 第190回(第63回)       | 伊藤計劃さん&矢野健二さん(後篇)                                                              | 伊藤計劃、矢野健二                                                                           |
| 2008/4/29  | 第191回(第64回)最終回 | ゲスト 沖田光さん(メイキング監督)                                                            | 沖田光                                                                                       |

- 全191回(全第64回)

## 『URAHIDE』サブタイトル一覧
| 放送日    | 放送回                   | タイトル                       | ゲスト |
| --------- | ------------------------ | ------------------------------ | ------ |
| 2008/5/9  | 第1回(通算192回)         | 海外インタビュー翻訳記事の真実 |        |
| 2008/5/31 | 第2回(通算193回)         | ゲームについていくつかの事     |        |
| 2008/6/6  | 第3回(通算194回)         | MGS4発売直前スペシャル         |        |
| 2008/6/27 | 第4回(通算195回)         | MGS4ワールドツアー2008         |        |
| 2008/7/4  | 第5回(通算196回)         | MGS4発売直後の反響の件         |        |
| 2008/7/10 | 第6回(通算197回)         | MGS4 World Tour in JAPAN       |        |
| 2008/7/18 | 第7回(通算198回)         | MGS4 World Tour in ASIA        |        |
| 2008/8/13 | 第8回(通算199回)最終回-A | 現代におけるHIROについて       |        |
| 2008/8/13 | 第8回(通算199回)最終回-B | ヒデラジお便りコーナー         |        |

- 全8回(通算199回)

## 『HIDEO CHANNEL RADIO』サブタイトル一覧
| 放送日     | 放送回            | タイトル                                                | ゲスト                |
| ---------- | ----------------- | ------------------------------------------------------- | --------------------- |
| 2008/11/4  | 第1回(通算210回)  | 続編の話をしよう                                        | 村田周陽              |
| 2008/11/11 | 第2回(通算211回)  | 音楽の話をしよう/ボーイミーツガール                     | 村岡一樹              |
| 2008/11/18 | 第3回(通算212回)  | 音楽の話をしよう/DVDの話をしよう                        |                       |
| 2008/11/25 | 第4回(通算213回)  | 本の話をしよう/ボーイミーツガール                       |                       |
| 2008/12/2  | 第5回(通算214回)  | 洋ゲーの話をしよう/英語コーナー                         |                       |
| 2008/12/9  | 第5回(通算215回)  | ゲスト 松嶋初音さん(女優)前篇                           | 松嶋初音              |
| 2008/12/12 | 第6回(通算216回)  | 特番/海外出張の話をしよう                               |                       |
| 2008/12/16 | 第7回(通算217回)  | ゲスト 松嶋初音さん(女優)後篇                           | 松嶋初音              |
| 2008/12/19 | 第8回(通算218回)  | ゲスト 塚本晋也さん                                     | 塚本晋也              |
| 2008/12/23 | 第9回(通算219回)  | ゲスト 渡邉靖予クリエイティブプロデューサー             | 渡邉靖予              |
| 2008/12/26 | 第10回(通算220回) | ヒデラジカフェ ゲスト菊タローさん                       | 菊タロー              |
| 2008/12/30 | 第11回(通算221回) | 大人の本棚 ゲスト矢野健二さん                           | 矢野健二              |
| 2009/1/1   | 第12回(通算222回) | ヒデラジカフェ ゲスト アメリカザリガニさん              | アメリカザリガニ      |
| 2009/1/6   | 第13回(通算223回) | モダンホラーの話をしよう                                |                       |
| 2009/1/13  | 第14回(通算224回) | ジェフリー・ディーヴァーの話をしよう/ボーイミーツガール |                       |
| 2009/1/20  | 第15回(通算225回) | 2008年 映画を振り返る                                   | 矢野健二              |
| 2009/1/27  | 第16回(通算226回) | ヒデラジカフェ ゲスト みずしな考之さん&菊タローさん     | みずしな考之 菊タロー |
| 2009/1/30  | 第17回(通算227回) | 大人の本棚 第2回 (前編)                                 | 矢野健二              |
| 2009/2/3   | 第18回(通算228回) | 2009年抱負を語ろう/ボーイミーツガール                   |                       |
| 2009/2/6   | 第19回(通算229回) | 大人の本棚 第2回 (後編)                                 | 矢野健二              |
| 2009/2/10  | 第20回(通算230回) | 007の話をしよう                                         |                       |
| 2009/2/17  | 第21回(通算231回) | ヒデラジカフェ ゲスト中村光さん                         | 中村光                |
| 2009/2/24  | 第22回(通算232回) | 大人の本棚 第3回                                        | 矢野健二              |
| 2009/3/3   | 第23回(通算233回) | アメコミヒーローの話をしよう                            |                       |
| 2009/3/10  | 第24回(通算234回) | トワイライトの話をしよう                                |                       |
| 2009/3/17  | 第25回(通算235回) | 就職活動の話をしよう                                    | 吉場峰明 眞田詳子     |
| 2009/3/24  | 第26回(通算236回) | MGSTファミ通インタビュー                                | 渡邊靖予 中村奴哉     |
| 2009/3/31  | 第27回(通算237回) | 大人の本棚 第4回                                        | 矢野健二              |
| 2009/4/7   | 第28回(通算238回) | 伊藤計劃さんの話をしよう                                | 矢野健二              |
| 2009/4/14  | 第29回(通算239回) | ヒデラジ秘蔵カフェ ゲスト 伊藤計劃                      | 伊藤計劃              |
| 2009/4/21  | 第30回(通算240回) | GDC2009の話をしよう                                     |                       |
| 2009/4/28  | 第31回(通算241回) | 大人の本棚 第5回                                        | 矢野健二              |
| 2009/5/5   | 第32回(通算242回) | 日本語にアキたら英語にタッチー 第13回                   |                       |
| 2009/5/12  | 第33回(通算243回) | スター・トレックの話をしよう                            |                       |
| 2009/5/19  | 第34回(通算244回) | 日本語にアキたら英語にタッチー 第14回                   |                       |
| 2009/5/29  | 第35回(通算245回) | E3直前! 週刊ファミ通連動SP                              | 浜村弘一              |
| 2009/6/4   | 第36回(通算246回) | E3 2009 完全報告SP!                                     | 浜村弘一              |
| 2009/6/9   | 第37回(通算247回) | 日本語にアキたら英語にタッチー 第15回                   |                       |
| 2009/6/16  | 第38回(通算248回) | E3 2009 報告スペシャル!裏                               |                       |
| 2009/6/23  | 第39回(通算249回) | 日本語にアキたら英語にタッチー 第16回                   |                       |
| 2009/6/30  | 第40回(通算250回) | 英語コーナー リクエストスペシャル                       |                       |
| 2009/7/7   | 第41回(通算251回) | 日本語にアキたら英語にタッチー 第17回                   |                       |
| 2009/7/14  | 第42回(通算252回) | 日本語にアキたら英語にタッチー 第18回                   |                       |
| 2009/7/21  | 第43回(通算253回) | MGSPWの話をしよう                                       |                       |
| 2009/8/4   | 第44回(通算254回) | 大人の本棚 第6回                                        | 矢野健二              |
| 2009/8/19  | 第45回(通算255回) | Gamescom2009 開催スペシャル                             | 井上喜久子            |
| 2009/9/3   | 第46回(通算256回) | Gamescom2009 帰還スペシャル                             |                       |
| 2009/9/18  | 第47回(通算257回) | 音声収録スペシャル ゲスト 井上喜久子さん                | 井上喜久子            |

## 特番サブタイトル一覧
- ※通算カウントはされていないため、欄外

| 放送日    | 放送回 | タイトル                                  | ゲスト     |
| --------- | ------ | ----------------------------------------- | ---------- |
| 2006/8/24 | 第1回  | 小島監督、お誕生日緊急スペシャル！        | 岡村憲明他 |
| 2006/9/7  | 第2回  | MGO大会「ファミ通杯」公開録音スペシャル！ |            |
| 2008/2/29 | 第3回  | MGS4発売日決定記念特番                    |            |

## 『Guns of the HIDECHAN! Radio』サブタイトル一覧
- ※通算カウントはされていないため、欄外

| 放送日     | 放送回 | タイトル                                 | ゲスト   |
| ---------- | ------ | ---------------------------------------- | -------- |
| 2008/6/12  | 第1回  | MGS4ソフト内内蔵                         |          |
| 2008/10/1  | 第2回  | 中東ステージ「ADVENT PALACE」            |          |
| 2008/10/2  | 第3回  | 「Extream バイクイベント」ブリーフィング |          |
| 2008/10/3  | 第4回  | 「Extream バイクイベント」本攻略         |          |
| 2008/12/4  | 第5回  | 南米ステージ「MOUNTAIN TRAIL」(前篇)     |          |
| 2008/12/18 | 第6回  | 南米ステージ「MOUNTAIN TRAIL」(後篇)     |          |
| 2008/12/26 | 第7回  | メイキングコーナー予告篇                 | 菊地由美 |
| 2009/1/8   | 第8回  | 南米ステージ「POWER STATION」(送電施設)  |          |
| 2009/1/22  | 第9回  | 南米ステージ「CONFINEMENT FACILITY」     |          |
| 2009/2/5   | 第10回 | 東欧ステージ「MIDTOWN」#1                |          |
| 2009/2/19  | 第11回 | 東欧ステージ「MIDTOWN」#2                |          |
| 2009/3/5   | 第12回 | シャドー・モセス「HELIPORT」             |          |
| 2009/3/19  | 第13回 | シャドー・モセス「核弾頭保存棟」         |          |
| 2009/4/2   | 第14回 | アウター・ヘイブン「艦首」               |          |
| 2009/4/16  | 第15回 | 地味な二人による最後のガンヒデ(前編)     |          |
| 2009/4/16  | 第15回 | 地味な二人による最後のガンヒデ(後編)     |          |
| 2009/4/30  | 第17回 | レイジング・レイブン メイキングSP(前編)  | 菊地由美 |
| 2009/4/30  | 第18回 | レイジング・レイブン メイキングSP(後編)  | 菊地由美 |

## コーナー(『ヒデラジZ』時代)
メタルギアワールド
2週構成で、メタルギアについて学ぶ講義編とそのテストをする試験編から成る。ゲストパーソナリティが全問正解できないと罰ゲームになる。
榎本温子が不正解になった時は、メタルギアにちなみ、段ボールをかぶって放送という罰ゲームが行われた。
ジャンカーフード
身の回りのジャンクフードを紹介。
注意しろ！スネーク
スネークに気をつけてほしい事を紹介。小島が内容を星の数で評価する。
ふつおたコーナー
普通のおたよりを紹介。

## コーナー（『HIDEO CHANNEL RADIO』）
- 日本語にアキたら英語にタッチー
- 由美&ストラヴのボーイミーツガール
- ふつおたコーナー

等

## 関連商品
- HIDECHAN!Radioネックペンダント(2006年の東京ゲームショウ2006で配布、非売品)
- HIDECHAN!Radio.2.5 CD(2007年2月14日コナミスタイル限定販売)